# Ettiswil
Ettiswil es una comuna suiza del cantón de Lucerna, situada en el distrito de Willisau. Limita al norte con la comuna de Wauwil, al noreste con Mauensee, al este y sur con Grosswangen, al suroeste con Willisau, y al oeste con Alberswil y Schötz.
El 1 de enero de 2006 la comuna de Ettiswil incluyó a la antigua comuna de Kottwil en su territorio.